# Ипек Елбан
Ипек Елбан (на турски: Ipek Elban) е турска актриса.

## Биография
Родена е в Анкара на 25 март 1982 г. От малка проявява музикален талант. Записва се да учи в музикално училище и взима уроци по китара. На 16 години получава първата си музикална награда.

## Филмография
- 2011-2012 „Ифет“ – Емине
- 2013 „Надежда за обич“ – Дуйгу
- 2014 „С Русия в сърцето“ – Ниса
- 2014 „Черни пари и любов“ – Дуйгу
- 2014 „Отговорност“ – Симге
- 2015-2016 „Сега и завинаги“ – Хазал